# Nazionale maschile under 18 di pallacanestro della Giordania
La nazionale di pallacanestro giordana Under-18 è una selezione giovanile della nazionale giordana di pallacanestro, ed è rappresentata dai migliori giocatori di nazionalità giordana di età non superiore ai 18 anni.
Partecipa a tutte le manifestazioni internazionali giovanili di pallacanestro per nazioni gestite dalla FIBA.

## Partecipazioni

### FIBA AsiaBasket Under-18
- 1995 -  3°
- 1996 - 9°
- 2008 - 10°
- 2014 - 10°